# Le Mesnil-Eury
Le Mesnil-Eury est une commune française, située dans le département de la Manche en région Normandie, peuplée de 180 habitants.

## Géographie
La commune est incluse dans le parc naturel régional des Marais du Cotentin et du Bessin. Elle est bordée à l'ouest par le Lozon, affluent de la Taute. Elle est traversée par le ruisseau l'Orogale.
Elle est composée du bourg principal (Le Mesnil-Eury) et de plusieurs lieux-dits : la Perelle, la Poissonnerie, l'Hôtel Douville, la Cabarderie, les Hauts Vents, ès Gires, l'Hôtel Gouey, la Poupardière, l'Hôtel Harache, la Thiboterie, le Carrefour Jannel, la Roque.

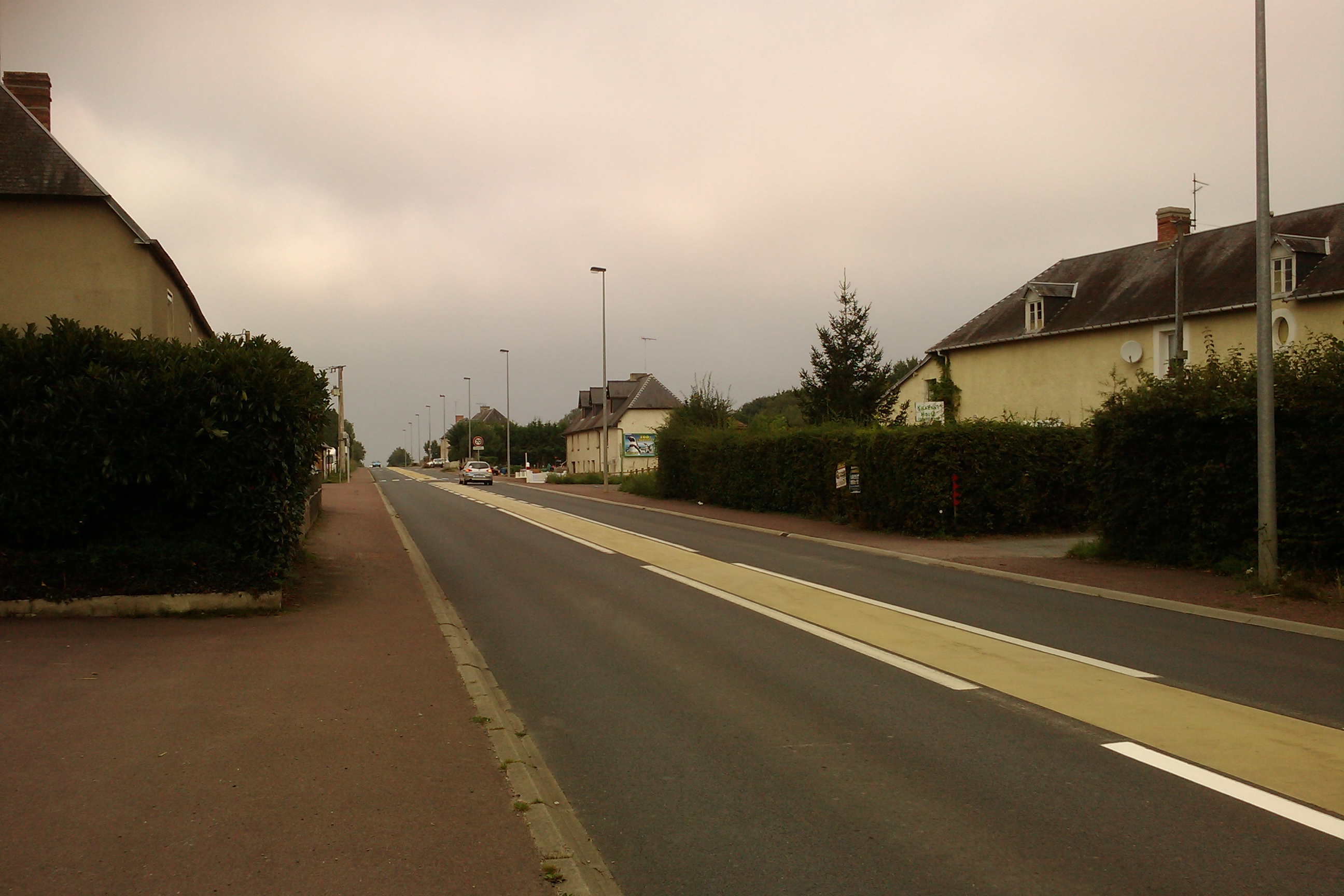
La départementale D 900 traverse la commune.

| Remilly Les Marais (comm. dél. de Remilly-sur-Lozon)        | Remilly Les Marais (comm. dél. des Champs-de-Losque) | Remilly Les Marais (comm. dél. des Champs-de-Losque) |
| Marigny-Le-Lozon (comm. dél. de Lozon)                      | du Mesnil-Eury                                       | Remilly Les Marais (comm. dél. des Champs-de-Losque) |
| Marigny-Le-Lozon (comm. dél. de Lozon), Montreuil-sur-Lozon | Montreuil-sur-Lozon                                  | Thèreval (comm. dél. de La Chapelle-en-Juger)        |

### Hydrographie
La commune est située dans le bassin Seine-Normandie. Elle est drainée par le Lozon, l'Orogale et le bras le Lozon,,.
Le Lozon, d'une longueur de 25 km, prend sa source dans la commune de Cametours et se jette  dans la Taute en limite de Marchésieux et de Tribehou, après avoir traversé dix communes.

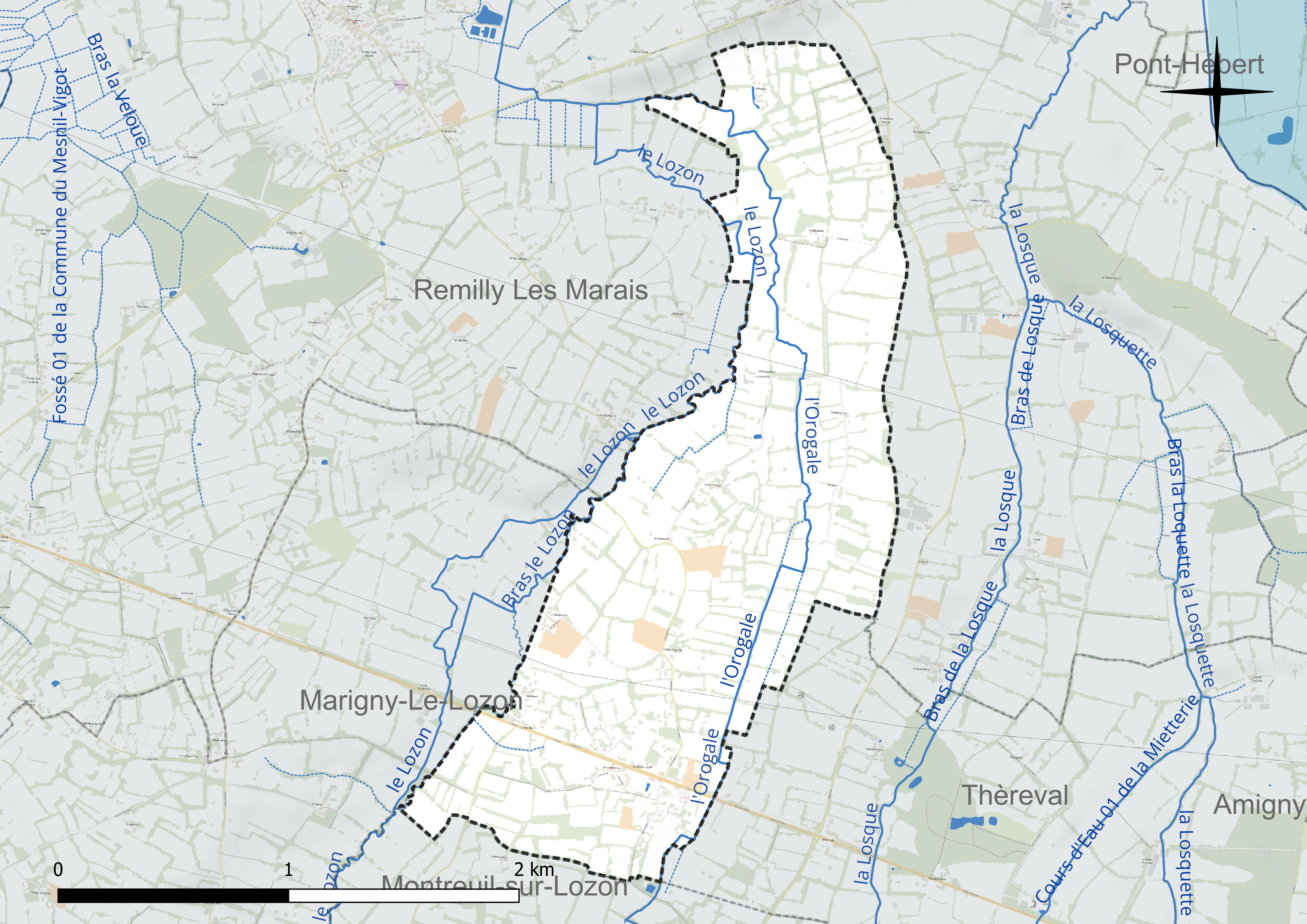
Réseau hydrographique du Mesnil-Eury.

### Climat
Pour des articles plus généraux, voir Climat de la Normandie et Climat de la Manche.
En 2010, le climat de la commune est de type climat océanique franc, selon une étude du CNRS s'appuyant sur une série de données couvrant la période 1971-2000. En 2020, Météo-France publie une typologie des climats de la France métropolitaine dans laquelle la commune est exposée à un climat océanique et est dans la région climatique Normandie (Cotentin, Orne), caractérisée par une pluviométrie relativement élevée (850 mm/a) et un été frais (15,5 °C) et venté. Parallèlement le GIEC normand, un groupe régional d’experts sur le climat, différencie quant à lui, dans une étude de 2020, trois grands types de climats pour la région Normandie, nuancés à une échelle plus fine par les facteurs géographiques locaux. La commune est, selon ce zonage, exposée à un « climat maritime », correspondant au Cotentin et à l'ouest du département de la Manche, frais, humide et pluvieux, où les contrastes pluviométrique et thermique sont parfois très prononcés en quelques kilomètres quand le relief est marqué.
Pour la période 1971-2000, la température annuelle moyenne est de 10,9 °C, avec une amplitude thermique annuelle de 11,5 °C. Le cumul annuel moyen de précipitations est de 1 015 mm, avec 14,2 jours de précipitations en janvier et 7,9 jours en juillet. Pour la période 1991-2020, la température moyenne annuelle observée sur la station météorologique la plus proche, située sur la commune de Cerisy-la-Salle à 14 km à vol d'oiseau, est de 11,5 °C et le cumul annuel moyen de précipitations est de 1 112,5 mm,. Pour l'avenir, les paramètres climatiques de la commune estimés pour 2050 selon différents scénarios d’émission de gaz à effet de serre sont consultables sur un site dédié publié par Météo-France en novembre 2022.

## Urbanisme

### Typologie
Au 1er janvier 2024, Le Mesnil-Eury est catégorisée commune rurale à habitat dispersé, selon la nouvelle grille communale de densité à sept niveaux définie par l'Insee en 2022.
Elle est située hors unité urbaine.
Par ailleurs la commune fait partie de l'aire d'attraction de Saint-Lô, dont elle est une commune de la couronne,. Cette aire, qui regroupe 63 communes, est catégorisée dans les aires de 50 000 à moins de 200 000 habitants,.

### Occupation des sols
L'occupation des sols de la commune, telle qu'elle ressort de la base de données européenne d’occupation biophysique des sols Corine Land Cover (CLC), est marquée par l'importance des territoires agricoles (100 % en 2018), une proportion identique à celle de 1990 (100 %).
La répartition détaillée en 2018 est la suivante : prairies (100 %).

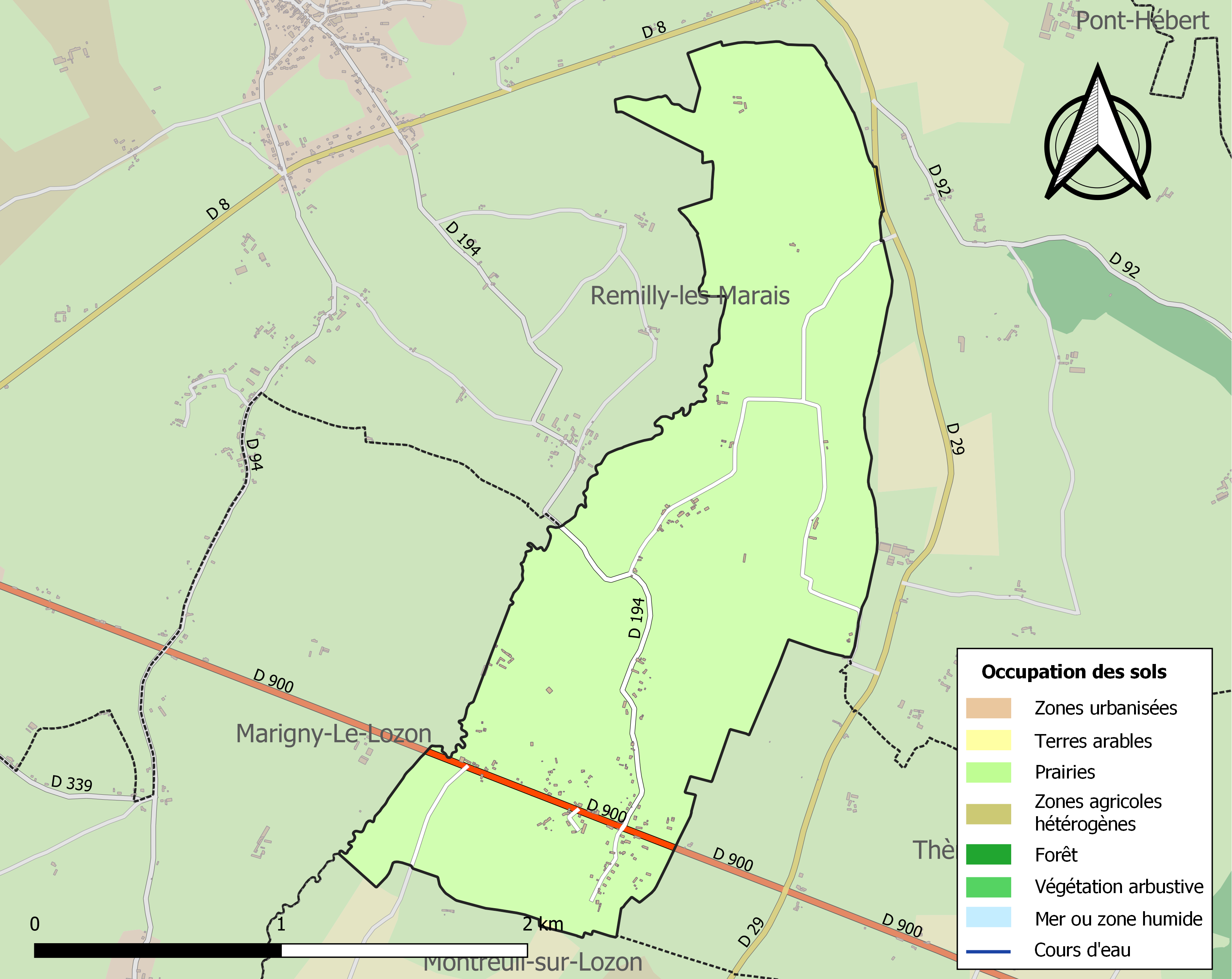
Carte des infrastructures et de l'occupation des sols de la commune en 2018 (CLC).

L'évolution de l’occupation des sols de la commune et de ses infrastructures peut être observée sur les différentes représentations cartographiques du territoire : la carte de Cassini (XVIIIe siècle), la carte d'état-major (1820-1866) et les cartes ou photos aériennes de l'IGN pour la période actuelle (1950 à aujourd'hui).

## Toponymie
Le nom de la localité est attesté sous les formes latinisées Masnillum Ulrici en 1144, Maisnillo Euri en 1198 et romanes Mesnil Oury au XIIIe siècle.
L'élément Mesnil signifie « domaine rural ».
L'élément Eury représente un anthroponyme germanique Ulrik (Ulricus, cf. allemand Ulrich), nom que portait un monastère implanté sur la commune au XVIe siècle. Il est encore attesté dans la Manche comme patronyme. Il existe une variante de ce nom de famille : Oury.
Le gentilé est Mesnileuryais.

### Micro-toponymie
À l'origine, les hameaux en Y-ère/-erie désignaient la ferme de la famille Y, bâtie sur les nouvelles terres issues des grands défrichements (XIe – XIIIe siècles). Les essarts prennent le nom des défricheurs, suivi de la désinence -erie ou -ière. Les autres hameaux en Hôtel/Maison/Le Y sont des constructions plus « récentes », ils désignent la ferme de la famille Y.

## Histoire
Le fief du Mesnil-Eury fut tenu jusqu'à son extinction en 1775 par la famille du Mesnil-Eury.

### Révolution française et Empire
Au moment de la Révolution, Jean-Nicolas de Berruyer, capitaine de dragons du régiment de la reine, seigneur châtelain de Mesnil-Eury, Quinéville, Gonneville, Fermanville, le Breuil, Maupertus et autres lieux, dut en mars 1792, émigrer.

### Époque contemporaine
Lors de la Seconde Guerre mondiale, en juillet 1944, la commune, située sur la route Périers - Saint-Lô (route nationale 800) fut détruite massivement lors de l'opération Cobra.

## Politique et administration

### Circonscriptions administratives avant la Révolution
Sous l'Ancien Régime, la paroisse faisait partie de la généralité de Caen, de l'élection de Carentan et Saint-Lô (en 1612/1636) puis de celle de Carentan (en 1677), de celle de Saint-Lô (en 1713). Elle dépendait de la sergenterie du Hommet.

### Liste des maires
| Période                                  | Période  | Identité              | Étiquette | Qualité  |
| ---------------------------------------- | -------- | --------------------- | --------- | -------- |
| …1792…                                   | 1793     | Antoine Levavasseur   |           |          |
| 1793                                     | 1795     | Guillaume Hector      |           |          |
| 1796                                     | 1798     | Antoine Levavasseur   |           |          |
| 1798                                     | 1800     | Gilles Charles Osmond |           |          |
| 1800                                     | 1808     | Charles Léonard Avice |           |          |
| 1808                                     | 1816     | Jean Osmond           |           |          |
| 1816                                     | 1831     | Louis Girres          |           |          |
| 1831                                     | 1848     | Antoine Levavasseur   |           |          |
| 1848                                     | 1865     | Édouard Le Duc        |           |          |
| 1865                                     | 1873     | Ferdinand Darondel    |           |          |
| 1873                                     | 1895     | Isidore Lebaron       |           |          |
| 1895                                     | 1904     | Léon Le Duc           |           |          |
| 1904                                     | 1912     | Auguste Leguelinel    |           |          |
| 1912                                     | 1939     | Gustave Le Duc        |           |          |
| 1939                                     | 1971     | Marcel Girres         |           |          |
| 1971                                     | 1983     | Jacques Le Duc        |           |          |
| 1983                                     | 2001     | André Margueritte     |           |          |
| 2001                                     | 2014     | Jacques Thouroude     | SE        | Artisan  |
| mars 2014                                | En cours | Érick Lejolivet       | SE        | Retraité |
| Les données manquantes sont à compléter. |          |                       |           |          |

Le conseil municipal est composé de onze membres dont le maire et deux adjoints.

## Démographie
L'évolution du nombre d'habitants est connue à travers les recensements de la population effectués dans la commune depuis 1793. Pour les communes de moins de 10 000 habitants, une enquête de recensement portant sur toute la population est réalisée tous les cinq ans, les populations de référence des années intermédiaires étant quant à elles estimées par interpolation ou extrapolation. Pour la commune, le premier recensement exhaustif entrant dans le cadre du nouveau dispositif a été réalisé en 2007.
En 2022, la commune comptait 180 habitants, en évolution de +2,27 % par rapport à 2016 (Manche : −0,31 %, France hors Mayotte : +2,11 %).
Le Mesnil-Eury a compté jusqu'à 325 habitants en 1836. Elle est la commune la moins peuplée du canton de Marigny.
| 1793 | 1800 | 1806 | 1821 | 1831 | 1836 | 1841 | 1846 | 1851 |
| ---- | ---- | ---- | ---- | ---- | ---- | ---- | ---- | ---- |
| 230  | 266  | 322  | 260  | 285  | 325  | 309  | 302  | 272  |

| 1856 | 1861 | 1866 | 1872 | 1876 | 1881 | 1886 | 1891 | 1896 |
| ---- | ---- | ---- | ---- | ---- | ---- | ---- | ---- | ---- |
| 233  | 249  | 280  | 280  | 272  | 264  | 262  | 273  | 270  |

| 1901 | 1906 | 1911 | 1921 | 1926 | 1931 | 1936 | 1946 | 1954 |
| ---- | ---- | ---- | ---- | ---- | ---- | ---- | ---- | ---- |
| 230  | 212  | 216  | 190  | 163  | 181  | 174  | 165  | 195  |

| 1962 | 1968 | 1975 | 1982 | 1990 | 1999 | 2006 | 2007 | 2012 |
| ---- | ---- | ---- | ---- | ---- | ---- | ---- | ---- | ---- |
| 194  | 179  | 173  | 182  | 167  | 150  | 173  | 176  | 180  |

| 2017 | 2022 | - | - | - | - | - | - | - |
| ---- | ---- | - | - | - | - | - | - | - |
| 174  | 180  | - | - | - | - | - | - | - |

## Économie
Une briqueterie, de nos jours désaffectés, a fonctionné jusqu'en 1936. Elle produisait des briques d'argile lie-de-vin estampillées « Le Mesnil-Eury ».
La commune se situe dans la zone géographique des appellations d'origine protégée (AOP) Beurre d'Isigny et Crème d'Isigny.

## Culture locale et patrimoine

### Lieux et monuments
- Église Saint-Pierre et Saint-Paul du XVIIIe siècle, avec clocher en bâtière. En 1197, Geoffroy (ou Godefroi) du Mesnil-Eury, céda l'église à l'abbaye Sainte-Croix de Saint-Lô. Elle abrite une Vierge à l'Enfant du XVe en pierre polychromée et une chaire à prêcher du XVIIIe[30].
- Vestiges de la Thiboterie du XVIIe siècle. Lors de la guerre de Cent Ans, son seigneur trahit les Anglais qui le firent trépasser. De l'ensemble seigneurial, il ne subsiste que quelques vestiges. L'un de ses seigneurs fut Charles-Léonard Avice (1749-1819) qui participa à l'Assemblée pour l'élection des députés de la Noblesse aux États Généraux. Il émigra en Angleterre, où il épousa Elisabeth Greene qui revinrent au Mesnil-Eury, où elle mourut à plus de 100 ans[30].
- La Roque du XVIIe siècle.
- Croix de cimetière du XVIIe siècle.
- If funéraire du cimetière.